# ماباتا باتا (فلم)
ماباتا باتا (بالإنجليزية: Mabata Bata)، هُو فيلم درامي وثائقي موزمبيقي صدر سنة 2017 وأخرجه سول دي كارفايو.

## وصلات خارجية
- مقالات تستعمل روابط فنية بلا صلة مع ويكي بيانات